# Krenar Alimehmeti
Krenar Ali Alimehmeti (ur. 17 sierpnia 1966 w Tiranie) – albański piłkarz i trener piłkarski, w 1988 roku reprezentant Albanii. Był kapitanem klubu KF Tirana.
W 2011 roku wziął udział w wyborach samorządowych startując na burmistrza Tirany, jednak nie wygrał wyborów; reprezentował Koalicję dla Obywateli i miał poparcie ze strony Partii na rzecz Sprawiedliwości, Integracji i Jedności. Objął następnie funkcję wiceprezesa klubu KF Tirana, a w wyborach parlamentarnych z 2013 roku bezskutecznie ubiegał się o mandat poselski z list Partii na rzecz Sprawiedliwości, Integracji i Jedności.